# فريدريك هينريتش كيرن
فريدريك هينريتش كيرن (بالألمانية: Friedrich Heinrich Kern)‏ هو ملحن ألماني، ولد في 19 مارس 1980 في لودفيغسهافن في ألمانيا.

## وصلات خارجية
- الموقع الرسمي
- فريدريك هينريتش كيرن على موقع ميوزك برينز (الإنجليزية)